# North East (Pennsylvania)
North East is een plaats (borough) in de Amerikaanse staat Pennsylvania, en valt bestuurlijk gezien onder Erie County.

## Demografie
Bij de volkstelling in 2000 werd het aantal inwoners vastgesteld op 4601.
In 2006 is het aantal inwoners door het United States Census Bureau geschat op 4302, een daling van 299 (-6,5%).

## Geografie
Volgens het United States Census Bureau beslaat de plaats een oppervlakte van
3,4 km², geheel bestaande uit land. North East ligt op ongeveer 243 m boven zeeniveau.

## Plaatsen in de nabije omgeving
De onderstaande figuur toont nabijgelegen plaatsen in een straal van 24 km rond North East.